# 蓋奇縣 (內布拉斯加州)
蓋奇县（英語：Gage County）是美國內布拉斯加州東南部的一個縣，南鄰堪薩斯州。面積2,227平方公里。根據美國2000年人口普查，共有人口22,993人。縣治比阿特麗斯（Beatrice）。
成立於1855年3月16日，縣政府成立於1858年3月13日。縣名紀念曾任多縣官員、內布拉斯加準州議會牧師的威廉·D·蓋奇 （William D. Gage）。